# Zastava 10
De Zastava 10 is een compacte auto van Zastava die werd gebouwd in Kragujevac, Servië. Het was een in licentie geproduceerde Fiat Punto II. 

## Geschiedenis
Na de sancties tegen Servië en de luchtaanvallen van de NAVO werd de productie van de bestaande modellen bij Zastava bijna volledig stopgezet. De ontwikkeling van nieuwe auto's en technologieën liep in de jaren negentig ook vast. Daarom had Zastava een investeerder of partner nodig. 
Eind 2005 werd een samenwerking met FIAT overeengekomen. De eerste exemplaren van de Zastava 10 werden geproduceerd door FIAT in Italië, daarna leverde FIAT de benodigde machines voor de productie in Servië. Tussen 2005 en 2008 rolde de Zastava 10 van de band in het Servische Kragujevac, jaarlijks zo'n 20.000 exemplaren.
De Zastava 10 was alleen beschikbaar met een 1,2 liter viercilinder benzinemotor met een cilinderinhoud van 1242 cm³ die 60 pk (44 kW) leverde. De enige leverbare carrosserievariant was een vijfdeurs hatchback met vijf verschillende uitrustingspakketten: Standard, Standard +, Comfort, Dynamic en Impressionante.

### Fiat Punto Classic
Eind 2008 nam FIAT een meerderheidsbelang in Zastava Automobili en werd de fabriek hernoemd in FCA Srbija d.o.o.. Vervolgens werd de auto niet meer als Zastava 10 maar als Fiat Punto Classic aangeboden, een naam die al in gebruik was sinds in 2005 de Punto II-opvolger Grande Punto was verschenen en de oude generatie op sommige markten nog als Punto Classic werd verkocht.
In 2011 werd de productie van de Punto Classic stilgelegd om plaats te maken voor de Fiat 500L.

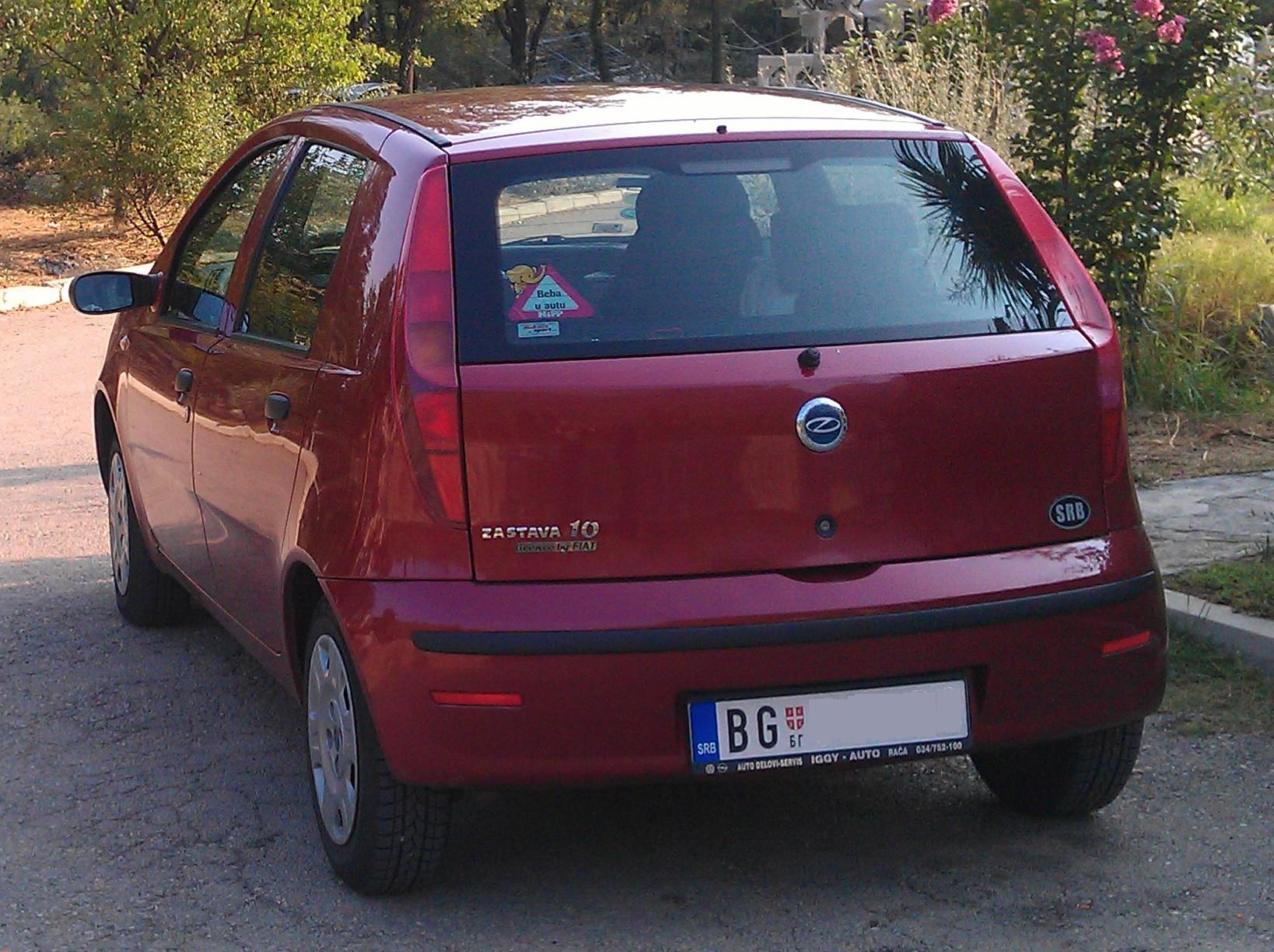
Achteraanzicht